# Condado de Solano
O condado de Solano (em inglês:  Solano County) é um dos 58 condados do estado americano da Califórnia. Foi fundado em 1850. A sede do condado é Fairfield e sua cidade mais populosa é Vallejo.

## Geografia
De acordo com o United States Census Bureau, o condado possui uma área de 2 347 km², dos quais 2 128 km² estão cobertos por terra e 219 km² por água.

## Demografia
Segundo o censo nacional de 2010, o condado possui uma população de 413 344 habitantes e uma densidade populacional de 194,2 hab/km². Possui 152 698 residências, que resulta em uma densidade de 72 residências/km².
Das 7 localidades incorporadas no condado, Vallejo é a mais populosa, com 115 942 habitantes, enquanto que Suisun City é a mais densamente povoada, com 2 641 hab/km². Rio Vista é a menos populosa, com 7 360 habitantes. De 2000 para 2010, a população de Rio Vista cresceu 61% e a de Vallejo reduziu em quase 1%. Apenas 2 cidades possuem população superior a 100 mil habitantes.